# Kempen & Co (gebouw)
Het gebouw van Kempen & Co staat bij de Beethovenstraat in de Amsterdamse Zuidas en is als E-toren onderdeel van het World Trade Center. Het is de op een na hoogste toren van WTC en hij neemt de 5e plek in op de lijst van gebouwen op de Zuidas.
De gevel bestaat bijna geheel uit een vliesgevel (twee gevels met een ruimte van lucht ertussen).